# 塚越慎子
塚越 慎子（つかごし のりこ）は、世界的に活躍する、現在最も注目を集める マリンバ奏者。6本マレット奏法も得意としている。国立音楽大学、洗足学園音楽大学講師。
一般財団法人地域創造公共ホール音楽活性化事業登録アーティスト。
塚越の演奏の大きな特徴は、マリンバの鍵盤を“叩いて”いるにもかかわらず、音が実に滑らかにつながり、音楽が横に流れていくこと。トレモロを使わず、単音で音を並べても、それらが美しく自然なフレーズを生み出していることが素晴らしく、旋律だけでなく、和声の表現に対する非凡さも作品を演奏する際の「歌」の表現に生かされている。

## 略歴
埼玉県出身。銀行員の父、ピアノ教師の母の下に生まれる。3歳よりピアノを始める。 
その後、ヴァイオリン、クラシックバレエをはじめ、多くの習い事にはげみ、12歳でマリンバを始める。
国立音楽大学附属音楽高校を経て、国立音楽大学を首席で卒業、「武岡賞」受賞。皇居内桃華楽堂にて御前演奏を行った。その後、アメリカ・ノーステキサス州立大学へ留学。2009年、日本代表として打楽器フェスティバルに出場。2010年日本帰国。
これまでに、第8回日本クラシック音楽コンクール打楽器部門第1位（1998年）、第2回国際マリンバコンクール（ベルギー）第2位（2004年）、第4回世界マリンバコンクール（上海）にて「The Talent Award」（2005年）、第22回日本打楽器協会新人演奏会にてグランプリ（2006年）、第2回パリ国際マリンバコンクール（フランス）第1位（2006年）を受賞。
ソロ活動の他、読売日本交響楽団、東京フィルハーモニー交響楽団、広島交響楽団、群馬交響楽団、宮崎国際音楽祭祝祭管弦楽団、東京シティ・フィルハーモニック管弦楽団、兵庫芸術文化センター管弦楽団ほかと共演し、いずれも高い評価を得ている。
また、ベルギー、スイス、フランス、ポーランド、アメリカ、イギリス、アルゼンチンなどでゲスト・アーティストとして招かれ、ソロリサイタルやマスタークラスを行い、2009年には世界最大の打楽器フェスティバルであるPASIC（国際打楽器協会インターナショナルコンヴェンション）においてマリンバソリストとして出演するなど、国際的に活動する。
日本国内においても、ソロリサイタル、オーケストラとの共演、アンサンブル、アウトリーチ活動などに加え、NHK『バナナ♪ゼロミュージック』、『ららら♪クラシック』、NHK-BS『クラシック倶楽部』、NHK-FM『ベスト・オブ・クラシック』、『きらクラ!』、『リサイタル・ノヴァ』、日本テレビ系『ナカイの窓』、テレビ朝日系『関ジャニの仕分け∞ 2時間スペシャル』、『題名のない音楽会』ほか、テレビ・ラジオ・雑誌のメディアへ多数出演するなど、幅広い活動を行っている。
デビューCD『DEAR MARIMBA』は、『レコード芸術』誌で特選盤に選ばれる。2枚目となるオクタヴィア・レコードよりリリースした『Passion』は山下洋輔から絶賛された。
3枚目は『伊福部昭 ラウダ・コンチェルタータ、セジョルネ マリンバ協奏曲』。このアルバムリリースのニュースは、全国各紙が取り上げ、大きな話題となった。
最新盤はデビュー15周年を記念した『カンタービレ』。『レコード芸術』誌で特選盤に選ばれる。
「マリンバが、“打楽器”が連想させる躍動的なイメージだけでなく、“歌える楽器”でもあると感じていただけるように」という意図で選曲され、シャープなテクニックを持ちながらも、それを前面に出しすぎない丁寧な音楽作りが印象的と絶賛された。
2012年、出光音楽賞受賞。長い伝統と権威あるこの賞の歴史で、初めての打楽器の受賞者。
また、三鷹の森ジブリ美術館ではオール・ジブリ・プログラムを演奏するなど、クラシックにとらわれない幅広いジャンルの演奏活動をしている。
2015年3月に出演した『題名のない音楽会』は大反響を呼び、CDの品切れも相次いだ。7月に出演した『ららら♪クラシック』では事務員姿でタイプライターを楽器のように演奏し、話題となる。
マレット（撥）は自宅に2,000本ほど所有している。
国立音楽大学、洗足学園音楽大学非常勤講師。
（株）AMATI所属。
ヤマハ、米・Innovative Percussion契約アーティスト。

## 受賞歴
- 1998年 - 日本クラシック音楽コンクール第1位。
- 2004年 - 第2回ベルギー国際マリンバコンクール第2位。
- 2005年 - 第4回世界マリンバコンクールにて「The Talent Award」受賞。
- 2005年 - JASSO（日本学生支援機構）優秀学生顕彰事業、優秀賞受賞。
- 2006年 - 第2回パリ国際マリンバコンクールにて第1位。
- 2007年 - ソロリサイタルデビュー（東京・白寿ホール）。
- 2009年 - 世界最大の打楽器フェスティバルといわれるPASIC（国際打楽器協会インターナショナルコンヴェンション）において、マリンバソリストに選出され出演。
- 2011年 - ソニー・ミュージックダイレクトよりデビューCD「Dear Marimba」リリース。
- 2012年 - 第22回出光音楽賞受賞。

## ディスコグラフィー
- 「Dear Marimba」（2011年：ソニー・ミュージックダイレクト）
- 「Passion」（2013年：オクタヴィア・レコード）
- 「伊福部昭”ラウダ・コンチェルタータ”、セジョルネ”マリンバコンチェルト”」（2016年：オクタヴィア・レコード）
- 「カンタービレ」（2022年：オクタヴィア・レコード）

## おもなメディア出演
- 「中日新聞」（2022年1月19日掲載）
- 「ポルポ」（テレビ朝日：2020年7月18日放映）
- 「題名のない音楽会」（テレビ朝日系：2020年6月13日放映）
- 「日本経済新聞・交遊抄」掲載（2018年1月6日）
- 「読売新聞・彩人伝2017」記事掲載（2017年12月4日）
- 「題名のない音楽会」出演（テレビ朝日系：2017年11月25日放映）
- 「ナカイの窓」出演（日本テレビ系：2017年6月14日放送）
- 「バナナゼロ♪ミュージック」出演（NHK総合：2017年2月4日放送）
- 「茨城新聞」記事掲載（2017年2月4日）
- 「奈良新聞」記事掲載（2017年1月20日）
- 「読売新聞」インタビュー記事掲載（2017年1月19日）
- 「音楽の友」インタビュー記事掲載（2017年2月号）
- 「ぶらあぼ」インタビュー記事掲載（2017年1月号）
- 「東京新聞」インタビュー記事掲載（2016年12月27日）
- 「高嶋ちさ子のgentle wind」（2016年12月9日、16日放送）
- 「山陽新聞」インタビュー記事掲載（2016年）
- 「北國新聞」インタビュー記事掲載（2016年）
- 「愛媛新聞」インタビュー記事掲載（2016年）
- 「徳島新聞」インタビュー記事掲載（2016年）
- 「秋田さきがけ新聞」インタビュー記事掲載（2016年12月5日）
- 「福井新聞」インタビュー記事掲載（2016年12月5日）
- 「埼玉新聞」インタビュー記事掲載（2016年12月1日）
- 「信濃毎日新聞」インタビュー記事掲載（2016年12月3日）
- 「熊本日日新聞」インタビュー記事掲載（2016年12月5日）
- 「河北新報」インタビュー記事掲載（2016年12月2日））
- 「林田直樹のカフェフィガロ」（2016年12月11日放送）
- 「音遊人」インタビュー記事掲載（2016年winter号）
- 「山梨日日新聞」インタビュー記事掲載（2016年11月29日）
- 「岩手日報」インタビュー記事掲載（2016年11月29日
- 「西日本新聞」インタビュー記事掲載（2016年11月28日）
- 「日本経済新聞」インタビュー記事掲載（2016年11月16日）
- JFN「Memories&Discoveries」（2016年11月15日、16日、17日、18日放送）
- FM-FUJI「公ちゃんの黄昏ドキはcello気分」（2016年11月13日放送）
- 「GO-ON! LAGOON」（LoGirl：2016年1月26日放映）
- 「題名のない音楽会」（テレビ朝日系：2015年12月20日放映）
- 「ららら♪クラシック」（NHK Eテレ：2015年7月18日放送）
- 「埼玉新聞」インタビュー記事掲載（2015年6月10日）
- 「ごごたま」（テレビ埼玉：2015年6月5日放映）
- 「題名のない音楽会」（テレビ朝日系：2015年3月22日放映）
- 「クラシック倶楽部」（NHK-BS：2015年3月11日放映）
- 鎌倉FM「apple jam」(鎌倉FM：2015年2月28日放送)
- 鎌倉FM「apple jam」(鎌倉FM：2015年2月21日放送)
- 鎌倉FM「apple jam」(鎌倉FM：2014年11月1日放送)
- 鎌倉FM「apple jam」(鎌倉FM：2014年8月23日放送)
- 「ベストオブクラシック」（NHK-FM：2014年5月2日放送）
- 「クラシック倶楽部」（NHK-BS：2014年4月18日放送）
- 「きらクラ!」（NHK-FM：2013年6月24日公開生放送）
- 月刊誌「パイパーズ」インタビュー記事掲載（2013年5月号）
- 「リサイタル・ノヴァ」（NHK-FM：2013年5月3日放送）
- 「もめんください」（ラジオ日本：2013年4月12日放送）
- 「関ジャニの仕分け∞ 2時間スペシャル」（テレビ朝日系：2013年3月9日放映）
- 新座市一日署長（2013年1月10日）
- 「題名のない音楽会」（テレビ朝日系：2012年9月16日放映）
- 月刊「バンドジャーナル」インタビュー記事掲載（2012年10月号）
- 月刊「ブラストライブ」インタビュー記事掲載（2012年8月号）
- 月刊「ピアノ」インタビュー記事掲載（2012年8月号）
- 月刊「音楽現代」インタビュー記事掲載（2012年7月号）
- アルゼンチン「Rio Negro」新聞インタビュー記事掲載（2012年6月28日）
- 「日刊ゲンダイ」インタビュー記事掲載（2012年5月21日）
- アメリカ「North Texas Daily（英語版）」インタビュー記事掲載（2010年2月4日）
- 月刊「音楽現代」インタビュー記事掲載（2007年3月号）
- 「埼玉新聞」インタビュー記事掲載（2004年10月4日）